# Лагуниљас (Атотонилко ел Алто)
Лагуниљас (шп. Lagunillas) насеље је у Мексику у савезној држави Халиско у општини Атотонилко ел Алто. Насеље се налази на надморској висини од 1943 м.

## Становништво
Према подацима из 2010. године у насељу је живело 5 становника.

### Хронологија
| Година       | 2000         | 2005         | 2010 |
| ------------ | ------------ | ------------ | ---- |
| Становништво | 32 (13 / 19) | 37 (17 / 20) | 5    |

### Попис
| # | Индикатор                     | Вредност |
| - | ----------------------------- | -------- |
| 1 | Укупно домаћинстава           | 3        |
| 2 | Укупно насељених домаћинстава | 1        |
| 3 | Величина локације             | 1        |